# Дена (коммуна)
Дена́ (фр. Dénat, окс. Denat) — коммуна во Франции, находится в регионе Юг — Пиренеи. Департамент — Тарн. Входит в состав кантона Сен-Жюэри. Округ коммуны — Альби.
Код INSEE коммуны — 81079.

## География
Коммуна расположена приблизительно в 560 км к югу от Парижа, в 70 км северо-восточнее Тулузы, в 11 км к юго-востоку от Альби.

## Климат
Климат умеренно-океанический. Зима мягкая и дождливая, лето жаркое с частыми грозами. Ветры довольно редки.

## Население
Население коммуны на 2010 год составляло 706 человек.
| 1962 | 1968 | 1975 | 1982 | 1990 | 1999 | 2010 |
| ---- | ---- | ---- | ---- | ---- | ---- | ---- |
| 453  | 453  | 438  | 477  | 572  | 550  | 706  |

## Администрация
| Период | Период | Фамилия        | Партия | Примечания |
| ------ | ------ | -------------- | ------ | ---------- |
| 1971   | 2006   | Робер Реналь   |        |            |
| 2006   | 2014   | Мишель Андраль |        |            |
| 2014   | 2020   | Доминик Санчес |        |            |

## Экономика
В 2007 году среди 481 человека в трудоспособном возрасте (15—64 лет) 362 были экономически активными, 119 — неактивными (показатель активности — 75,3 %, в 1999 году было 70,7 %). Из 362 активных работали 333 человека (186 мужчин и 147 женщин), безработных было 29 (15 мужчин и 14 женщин). Среди 119 неактивных 39 человек были учениками или студентами, 32 — пенсионерами, 48 были неактивными по другим причинам.

## Достопримечательности
- Церковь Нотр-Дам (XII век). Исторический памятник с 1927 года.[4]